# Nimari
Nimari est une race bovine indienne. Elle appartient à la sous-espèce zébuine de Bos taurus. Elle porte aussi les noms de khargoni, khurgoni ou khargaon.  

## Origine
La race nimari provient des districts de Khandwa, Khargona et Bharwani dans l'état du Madhya Pradesh et a gagné le Maharastra. Elle ne possède pas de registre généalogique racial. 
Elle est issue des races khillari et gir

## Morphologie

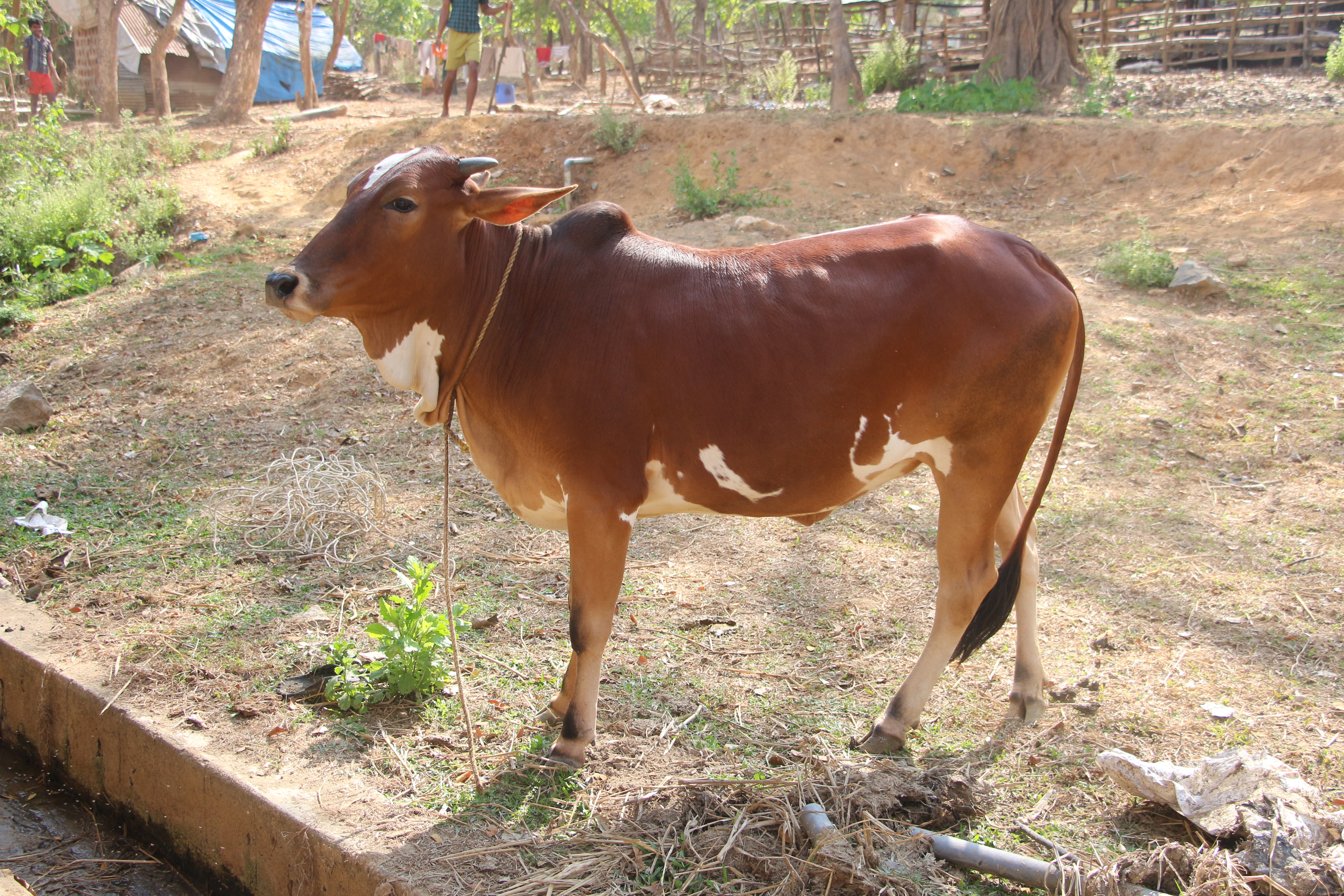
Génisse nimari.

C'est une race de grande taille. La vache mesure 135 cm pour une masse de 317 kg de moyenne. Pour le taureau, les chiffres sont de 155 cm pour 390 kg. Il existe toutefois deux variantes très proches de la nimari de plus petite taille. Il s'agit des khamla et khamgaon. La robe est rouge avec des taches blanches, surtout sur le ventre. La khamgaon est noire ou brun très sombre à taches blanches.
La tête est peu bombée et fine et les cornes sont portées vers l'arrière. Les oreilles sont portées horizontalement et le muffle est sombre à noir. Le corps est régulier, presque cylindrique, porté par des pattes fines et longues sur des sabots durs. La mamelle est bien formée.

## Aptitudes
C'est une race bien adaptée au travail, que ce soit la traction de charrette où sa vivacité donne une bonne vitesse ou dans les travaux agricoles où la dureté des sabots résiste à l'usure des pierres.
La vache donne très peu de lait : 350 l sur 230 jours. 

## Sources